# Убийство 1600
„Убийство 1600“ (на английски: Murder at 1600) е американски екшън трилър от 1997 г. на режисьора Дуайт Литъл, по сценарий на Уейн Бийч и Дейвид Ходжин, и участват Уесли Снайпс и Даян Лейн.